# Michaił Kazakow
Michaił Iljicz Kazakow, ros. Михаи́л Ильи́ч Казако́в (ur. 26 września?/9 października 1901 we wsi Wielikusza w obwodzie wołogodzkim, zm. 25 grudnia 1979 w Moskwie) – radziecki generał armii, Bohater Związku Radzieckiego (1978), deputowany do Rady Najwyższej ZSRR 2., 4., 5., 6. i 7. kadencji.

## Życiorys
Był synem chłopa, byłego marynarza rosyjskiej marynarki wojennej. Skończył szkołę podstawową, po rewolucji październikowej włączył się w organizowanie rad w obwodzie wołogodzkim jako członek komitetu rewolucyjnego i oddziału rekwizycyjnego. 
W 1919 wstąpił do RKP(b) i Armii Czerwonej. Jako komisarz polityczny walczył w wojnie domowej w Rosji, m.in. z oddziałami gen. Wrangla na Krymie i w południowej Ukrainie i z oddziałami anarchisty Nestora Machno. 
Po wojnie był komisarzem politycznym w 3 Dywizji Strzeleckiej stacjonującej na Krymie. Od lata 1924 komisarz pułku kawalerii w 2 Dywizji Kawalerii Czerwonego Kozactwa, od grudnia 1924 zastępca dowódcy tego pułku. W 1927 skończył kursy dowódców kawalerii w Nowoczerkasku i Akademię Wojskową im. Frunzego, a w 1937 Akademię Sztabu Generalnego Sił Zbrojnych im. K. Woroszyłowa w Moskwie. Od 1935 dowódca 29 Pułku Ułanów w 5 Dywizji Kawalerii. W latach 1937–1938 zastępca szefa, a 1938-1941 szef sztabu Środkowoazjatyckiego Okręgu Wojskowego. W 1940 mianowany generałem majorem. 
Od sierpnia 1941 szef sztabu wojsk utworzonych z 53 Armii, które wzięły udział w Operacji Y w Iranie jesienią 1941. W styczniu 1942 został szefem sztabu Frontu Briańsk, a latem 1942 brał udział w walkach na froncie woroneskim i woroszyłowgradzkim. W lutym 1943 został dowódcą 69 Armii Frontu Woroneskiego, która na krótko zajęła Charków. Od lipca 1943 szef sztabu Frontu Briańsk przemianowanego później na 2 Front Bałtycki. Od stycznia 1944 do końca wojny dowódca 10 Gwardyjskiej Armii na 2 Froncie Bałtyckim i Froncie Leningradzkim. Kierował operacjami Armii Czerwonej na Łotwie latem 1944. 
W latach 1946–1947 zastępca dowódcy, a 1947-1949 szef sztabu Zakaukaskiego Okręgu Wojskowego. Od 1950 do 1953 dowódca Odeskiego Okręgu Wojskowego, a 1953-1956 Uralskiego Okręgu Wojskowego. W 1955 mianowany generałem armii. W 1956 zastępca dowódcy sił lądowych Armii Radzieckiej ds. szkolenia wojskowego. Od listopada 1956 do 1960 dowódca Południowej Grupy Wojsk stacjonującej na Węgrzech po stłumieniu powstania 1956. W latach 1960–1965 dowódca Leningradzkiego Okręgu Wojskowego, 1965-1968 szef sztabu Zjednoczonych Sił Zbrojnych Państw-Stron Układu Warszawskiego. Od 1968 doradca wojskowy Generalnego Inspektoratu ministerstwa obrony ZSRR.
W latach 1946–1950 i od 1954 był deputowanym do Rady Najwyższej ZSRR. Autor wspomnień wojennych. W Polsce jego książka: Nad mapą minionych bitew została wydana w 1967 roku.

## Odznaczenia
- Złota Gwiazda (1978)
- Order Lenina (trzykrotnie – 1945, 1961 i 1978)
- Order Rewolucji Październikowej (1971)
- Order Czerwonego Sztandaru (czterokrotnie)
- Order Suworowa I stopnia (1944)
- Order Kutuzowa I stopnia (1943)
- Order Suworowa II stopnia (1945)
- Order Czerwonej Gwiazdy (dwukrotnie)
- Order „Za służbę Ojczyźnie w Siłach Zbrojnych ZSRR” III stopnia (1975)
- Medal „Za zwycięstwo nad Niemcami w Wielkiej Wojnie Ojczyźnianej 1941–1945”

I inne medale radzieckie i zagraniczne.